# Abdi Nazemian

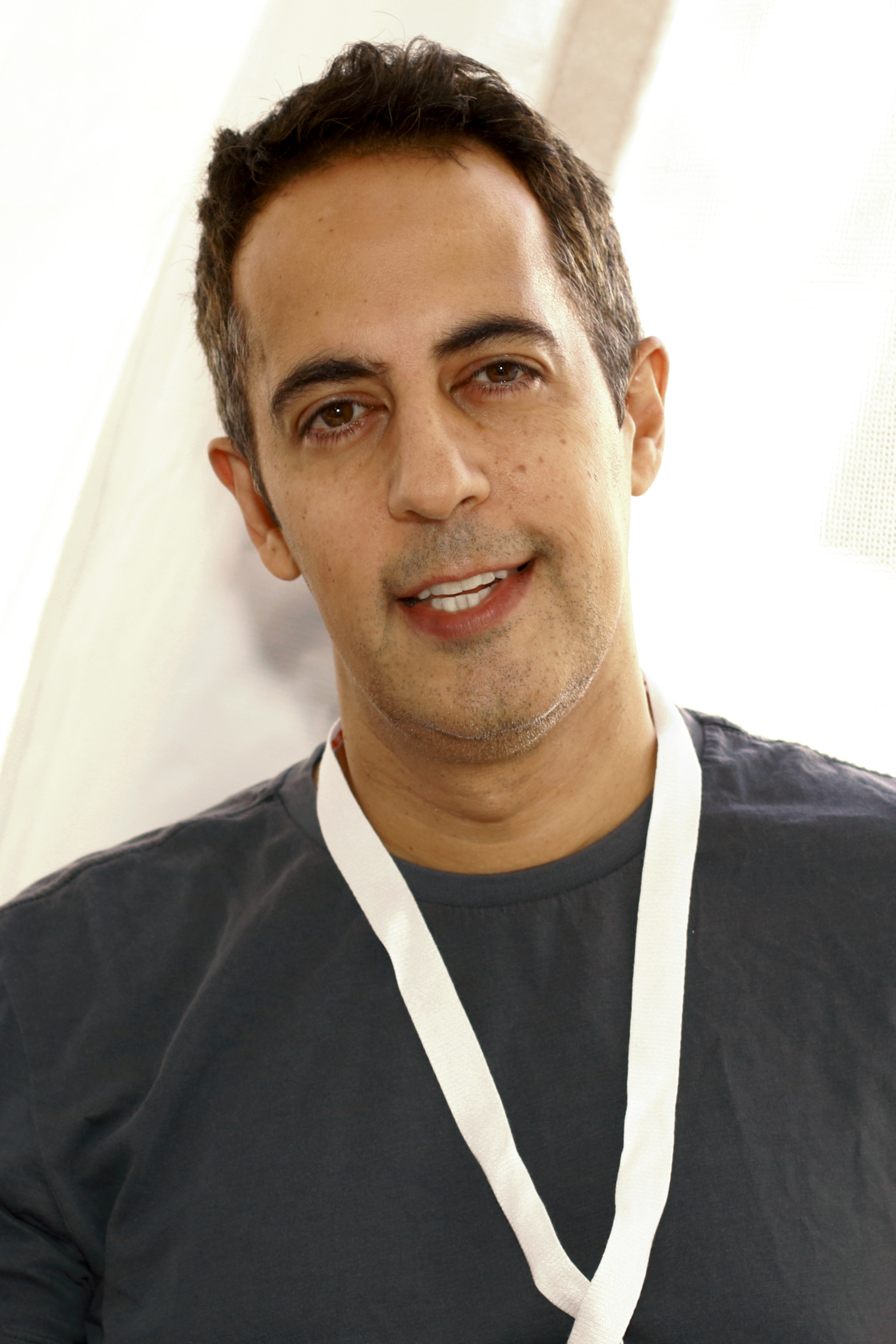
Abdi Nazemian beim 2024 Texas Book Festival

Abdi Nazemian (persisch عبدی ناظمیان; geboren 1976 in Teheran) ist ein irano-amerikanischer Schriftsteller, Drehbuchautor und Filmproduzent.
2015 gewann sein Debütroman The Walk-In Closet den Lambda Literary Award in der Kategorie „LGBT Debut Fiction“ und 2023 gewann sein fünfter Jugendbuchroman Only This Beautiful Moment den Lambda Literary Award in der Kategorie „Jugendbuch“. Im März 2025 wurde die deutsche Übersetzung von Only This Beautiful Moment mit dem Titel Nur dieser eine Augenblick für den im Herbst 2025 zu verleihenden Deutschen Jugendliteraturpreis in der Kategorie „Jugendbuch“ nominiert.

## Werdegang
Abdi Nazemian wurde 1976 in Teheran geboren. Er wuchs in Paris und Toronto auf, bevor sich seine Familie 1986 in der Nähe von New York City niederließ. Heute lebt er in Los Angeles, Kalifornien.
Schon während er das Internat Choate Rosemary Hall in Connecticut besuchte, war es Nazemian klar, dass er Schriftsteller werden wollte. Danach studierte er an der Columbia University und an der University of California, Los Angeles, wo er den Master of Business Administration erwarb.

### Arbeit in der Filmbranche
Nazemian arbeitete als Drehbuchautor unter anderem bei Fernsehserien wie Ordinary Joe, Almost Family und The Village, sowie bei den Filmen The Artist's Wife, Menendez: Blood Brothers, Beautiful Girl, Celeste in the City und The Quiet mit. Als Leiter der Entwicklungsabteilung bei der Produktionsfirma Water's End Productions verantwortete Nazemian als Executive Producer bzw. Filmproduzent eine Reihe von Filmen wie Call Me By Your Name, Little Woods, Scotty and the Secret History of Hollywood, It Happened in L.A., The Price, and The House of Tomorrow.

### Schriftstellerische Arbeit
Sein Debüt, ein Jugendroman mit dem Titel The Authentics, erschien 2017 bei Balzer + Bray, ein Teilverlag von HarperCollins. Sein dritter Roman, Like a Love Story ist ein Hommage an queer history, ACT UP and Madonna. Der Titel wurde von Time magazine als einer der 100 Beste Jugendromane aller Zeiten, erhielt eine Auszeichnung als Stonewall Honor Book und wurde in der Hörbuchfassung für einen Audie Award nominiert.
Sein vierter Roman, The Chandler Legacies, wurde von seiner Zeit als Internatsschüler inspiriert. Sein neuester Roman Desert Echoes handelt von einem tragischen Schulausflug nach Joshua-Tree-Nationalpark. Sein nächstes Werk, Exquisite Things, ist für September 2025 angekündigt.

## Rezeption
Viele seiner Bücher, aber insbesondere Like a Love Story, sind in den USA dem Zensur ausgesetzt und wurden teilweise aus Schulen und Bibliotheken verbannt. In einem Interview mit CNN sprach er darüber, wie er diese Situation empfindet: „First and foremost, a heartbreak over the message it sends to young queer kids who deserve love and support. (Deutsch: „In erster Linie bricht mir das Herz, weil es eine Botschaft an junge queere Kinder sendet, die Liebe und Unterstützung verdienen“)“

## Preise und Auszeichnungen
Drei seiner Bücher wurden von der 1929 gegründeten Buchgemeinschaft Junior Library Guild ausgewählt: Like a Love Story (2019),The Chandler Legacies (2022), und Only This Beautiful Moment (2023).
Time setzte Like a Love Story auf der Liste der 100 Beste Jugendromane aller Zeiten. Im Jahr 2019 wählten die Chicago Public Library und die New York Public Library den Titel für ihre Jahreslisten der Besten Jugendromane aus. Im folgenden Jahr setzte die Young Adult Library Services Association (die Jugendbuchabteilung der ALA) den Titel auf ihre Empfehlungsliste.
Only This Beautiful Moment wurde von der Fachzeitschrift für Bibliotheken Booklist besonders hervorgehoben. Außerdem erschien der Titel auf den Bestenlisten von weiteren Organizationen und Zeitungen, wie z. B. The Guardian, New York Public Library, Kirkus Reviews, und The Boston Globe.
In 2024 hielt Nazemain die Eröffnungsrede bei dem 24. Internationalen Literaturfestival Berlin. Im Juli 2025 war er zu Gast beim White Ravens Festival in München.
| Jahr | Titel                      | Preis                                                      | Status                            | Notizen       |
| ---- | -------------------------- | ---------------------------------------------------------- | --------------------------------- | ------------- |
| 2014 | The Walk-In Closet         | Next Generation Indie Book Award for Multicultural Fiction | Finalist                          | [ 25 ]        |
| 2015 | The Walk-In Closet         | Lambda Literary Award – for LGBT Debut Fiction             | Gewonnen                          | [ 26 ] [ 27 ] |
| 2020 | Like a Love Story          | Audie Award – for Young Adult Title                        | Finalist                          | [ 28 ]        |
| 2020 | Like a Love Story          | Mike Morgan & Larry Romans Young Adult Literature Award    | Nominiert                         | [ 29 ]        |
| 2023 | Only This Beautiful Moment | Mike Morgan & Larry Romans Young Adult Literature Award    | Gewonnen                          | [ 30 ]        |
| 2024 | Only This Beautiful Moment | Lambda Literary Award – for Young Adult Literature         | Nominiert                         | [ 31 ] [ 32 ] |
| 2024 | Only This Beautiful Moment | Mike Morgan & Larry Romans Young Adult Literature Award    | Gewonnen                          | [ 33 ] [ 34 ] |
| 2025 | Nur dieser eine Augenblick | Deutscher Jugendliteraturpreis                             | Nominierung: Kategorie Jugendbuch | [ 35 ]        |

## Werke (Auswahl)
- The Walk-In Closet. Curtis Brown, New York 2015, ISBN 978-0-615-98868-9.
- The Authentics. HarperCollins, New York 2017, ISBN 978-0-06-248646-2.
- Like a Love Story. HarperCollins, New York 2019, ISBN 978-0-06-283936-7.
- The Chandler Legacies., HarperCollins, New York 2022, ISBN 978-0-06-303932-2.
- Only This Beautiful Moment., HarperCollins, New York 2023, ISBN 978-0-06-303937-7.
  - Nur dieser eine Augenblick. Arctis Verlag, 2024, ISBN 978-3-03880-087-3.
- Desert Echoes. HarperCollins, New York, 2024, ISBN 978-0-06-333963-7.